# The Connells
The Connells («Ко́ннеллз») — американская музыкальная группа из Роли, Северная Каролина. Они играют ориентированную на гитару мелодичную рок-музыку в стиле джангл-поп с интроспективными текстами, которые часто отражают историю или культуру американского Юга. Хотя с 2001 года группа в основном бездействовала, официально они не распались и продолжают время от времени выступать. В Соединенных Штатах The Connells добились успеха в чарте Billboard Alternative Songs, но наибольшую известность они получили благодаря своей песне «'74-'75», которая достигла первого места в Норвегии и Швеции в 1995 году и возглавила чарты в 11 европейских странах.

## История
Группа была основана в 1984 году гитаристом Майком Коннеллом вместе со своим братом Дэвидом Коннеллом на басу, Дугом Макмилланом на вокале и будущим кинорежиссером Джоном Шульцем на барабанах. Вскоре к ним присоединился Джордж Хантли, игравший на второй гитаре, клавишных и вокале, а барабанщик Джонни Квест Уимберли заменил Шульца. Их ранняя версия "Darker Days" появилась на инди-сборнике в Северной Каролине в 1984 году и позже была перезаписана в качестве заглавной песни их дебютного альбома. Они привлекли внимание своими песнями «Hats Off» и «Seven», транслировавшимися в программе «120 минут» MTV.После тура в поддержку своего дебютного альбома The Connells вошли в студию в 1986 году, чтобы записать свой второй альбом "Boylan Heights". Альбом продемонстрировал написание песен Майка Коннелла и получил положительные отзывы, но крупные звукозаписывающие компании, включая Columbia Records, не проявили особого интереса к подписанию контракта с группой. В конечном итоге он был выпущен в 1987 году на TVT Records. Connel.s приобрели популярность благодаря хиту студенческого радио "Boylan Heights" и продолжали активно гастролировать. Их звучание развивалось с появлением последующих альбомов, таких как "Fun and Games" в 1989 году и "One Simple Word" в 1990 году. Группа экспериментировала с более тяжелым гитарным звучанием и перешла к более альтернативному рок-звучанию. В эти альбомы вошли такие песни, как «Hey Wow» и «Something to Say», которые продемонстрировали развивающийся музыкальный стиль. В "Fun and Games" вошел популярный трек "Sal", ставший фаворитом концертов. "One Simple Word" был записан в Уэльсе с британским продюсером Хью Джонсом и продемонстрировал восхищение группы британскими группами. Несмотря на свой успех и признание критиков, The Connells так и не добились массового коммерческого успеха. Тем не менее, их музыка продолжает находить отклик у фанатов, которые ценят их гитарное звучание и интроспективные тексты.

## Состав
- Майк Коннелл[англ.] — гитара, вокал
- Дэвид Коннелл — бас-гитара
- Майк Айерс — гитара
- Даг МакМиллан — вокал, бубен
- Стив Потак — клавишные
- Крис Стивенсон — ударные

Бывшие участники группы
- Джордж Хантли[англ.] — гитара; 1985—2001
- Джон Шульц[англ.] — ударные; 1984
- Пил Уимберли — ударные; 1985—1998
- Стив Риттер — ударные: 2001—2002

## Дискография
Студийные альбомы
- 1985 — Darker Days
- 1987 — Boylan Heights
- 1989 — Fun & Games
- 1990 — One Simple Word
- 1993 — Ring
- 1996 — Weird Food & Devastation
- 1998 — Still Life
- 2001 — Old-School Dropouts

 Мини-альбомы 
- 1985 — Hats Off
- 1994 — New Boy

 Синглы 
- 1989 — «Something to Say»
- 1990 — «Stone Cold Yesterday»
- 1991 — «Get a Gun»
- 1993 — «Slackjawed»
- 1993 — «'74-'75»
- 1994 — «New Boy»
- 1996 — «Maybe»
- 1998 — «Still Life»

## Позиции в чартах
| Год  | Название        | Чарт              | Позиция |
| 1989 | Fun & Games     | The Billboard 200 | #163    |
| 1990 | One Simple Word | The Billboard 200 | #168    |
| 1993 | Ring            | The Billboard 200 | #199    |
| 1993 | Ring            | Heatseekers       | #8      |
| 1996 | Weird Food      | Heatseekers       | #33     |

| Год  | Название               | Позиции в таблицах | Альбом          |
| Год  | Название               | Modern Rock Tracks | Альбом          |
| 1989 | «Something to Say»     | #7                 | Fun & Games     |
| 1990 | «Stone Cold Yesterday» | #3                 | One Simple Word |
| 1991 | «Get a Gun»            | #24                | One Simple Word |
| 1993 | «Slackjawed»           | #9                 | Ring            |